# Terphenylchinone
Terphenylchinone sind Pilzfarbstoffe aus der Stoffgruppe phenylsubstituierter p-Benzochinone.
Es sind auch Derivate mit einem zentralen o-Benzochinon-Strukturelement bekannt.

## Biosynthese
Die Biosynthese der Terphenylchinone erfolgt durch Dimerisierung von substituierten Phenylbrenztraubensäuren.

## Vorkommen
Die Terphenylchinone sind typische Inhaltsstoffe der Dickröhrlingsartigen (Boletales).

## Beispiele
| Bezeichnung   | Struktur      | CAS-Nr.     | Vorkommen                                                                                      |
| ------------- | ------------- | ----------- | ---------------------------------------------------------------------------------------------- |
| Polyporsäure  | Polyporsäure  | 548-59-4    | Baumpilze der Ordnung Aphyllophorales, Laubflechte Sticta coronata                             |
| Atromentin    | Atromentin    | 519-67-5    | Samtfußkrempling (Paxillus atrotomentosus, Basidiomycetes)                                     |
| Aurantiacin   | Aurantiacin   | 548-32-3    | Hydnellum aurantiacum (Orangegelber Korkstacheling, Basidiomycetes)                            |
| Phlebiarubron | Phlebiarubron | 7204-23-1   | Kulturen von Phlebia strigoso-zonata und Punctularia atropurpurascens (Basidiomycetes)         |
| Spiromentin B | Spiromentin B | 121254-56-6 | Samtfußkrempling (Paxillus atrotomentosus, Basidiomycetes) und Kulturen von Paxillus panuoides |